# Кахраманмараш
Кахраманмараш (на турски: Kahramanmaraş) е град в Югоизточна Турция, шестнадесети по големина в страната, административен център на едноименния вилает. Град Кахраманмараш е с население от 1 144 851 жители (2018 г.). Той е сред най-тежко засегнатите от Анадолските земетресеня в Турция и Сирия през 2023г. Почти всички многоетажни сгради в града са разрушени и хиляди загиват.

## Култура
Кахраманмараш е известен със своя сладолед с мастикс (дондурма).

## Спорт
Представителният футболен клуб на града се казва „Кахраманмарашспор“. Участвал е в първия и втория ешелон на турския футбол. Има участия в турнира на балканските клубни отбори.